# Calcio ai Giochi della XVI Olimpiade - Qualificazioni
Per la prima volta nella storia del Torneo olimpico, visto l'alto numero di squadre iscritte, venne stabilita una fase di qualificazione per ridurre il numero di partecipanti a 16, le qualificazioni al torneo di calcio della XVI Olimpiade si tennero fra il 23 ottobre 1955 e il 31 luglio 1956. Si iscrissero 24 squadre (2 africane, 12 asiatiche, 8 europee e 2 nordamericane) che si contesero 12 posti disponibili; ad esse si aggiunsero 4 squadre automaticamente qualificate alla fase finale: Australia (in qualità di paese organizzatore), Germania Ovest, Polonia e Turchia.
Queste qualificazioni furono le uniche a cui non presero parte le nazionali centroamericane e sudamericane e furono le uniche ad essere interamente organizzate e gestite dalla FIFA. Infatti, a Roma 1960 la FIFA gestì solo una parte delle qualificazioni, mentre a partire dalle qualificazioni a Tokyo 1964 l'incombenza è stata lasciata alle confederazioni ad essa afferenti.

## Formula
Era previsto un unico turno ad eliminazione diretta con scontri di andata e ritorno dove le 24 squadre vennero abbinate su base geografica; Israele venne incluso tra le nazionali europee.
| Nazionali africane | Nazionali asiatiche | Nazionali europee                                                                                        | Nazionali nordamericane |
| ------------------ | --- | --- | ----------------------- |
| - Egitto - Etiopia | - Afghanistan - Cambogia - Cina - Corea del Sud - Filippine - Giappone - India - Indonesia - Iran - Taiwan - Thailandia - Vietnam del Sud | - Bulgaria - Germania Est - Gran Bretagna - Israele - Jugoslavia - Romania - Ungheria - Unione Sovietica | - Messico - Stati Uniti |

## Risultati
| Squadra 1        | Totale | Squadra 2     | Andata | Ritorno |
| ---------------- | ------ | ------------- | ------ | ------- |
| Bulgaria         | 5 - 3  | Gran Bretagna | 2 - 0  | 3 - 3   |
| Cina             | -      | Filippine     | -      | -       |
| Etiopia          | 3 - 9  | Egitto        | 1 - 4  | 2 - 5   |
| Giappone         | 2 - 2  | Corea del Sud | 2 - 0  | 0 - 2   |
| India            | -      | Thailandia    | -      | -       |
| Indonesia        | -      | Taiwan        | -      | -       |
| Iran             | -      | Afghanistan   | -      | -       |
| Jugoslavia       | -      | Romania       | -      | -       |
| Stati Uniti      | -      | Messico       | -      | -       |
| Ungheria         | -      | Germania Est  | -      | -       |
| Unione Sovietica | 7 - 1  | Israele       | 5 - 0  | 2 - 1   |
| Vietnam del Sud  | 9 - 5  | Cambogia      | 5 - 2  | 4 - 3   |

### Andata
| Arbitro: | Bernardi |

|                        |           |  |
| Stefanov 30’ Janev 61’ | Marcatori |  |

| Arbitro: | Tronked |

|                         |           |  |
| Uchino 30’ Iwabuchi 77’ | Marcatori |  |

| 3 giugno 1956 ritorno →                                                       | Vietnam del Sud | 5 – 2 referto         | Cambogia |  |
| \| \| \| \| \| marcatori sconosciuti \| Marcatori \| marcatori sconosciuti \| |                 |                       |          |  |
|                                                                               |                 |                       |          |  |
| marcatori sconosciuti                                                         | Marcatori       | marcatori sconosciuti |          |  |

| Addis Abeba 11 luglio 1956 ritorno →                                                              | Etiopia   | 1 – 4 referto referto 2                   | Egitto | Stadio Hailé Selassié |
| \| \| \| \| \| marcatore sconosciuto \| Marcatori \| 3’, 31’ El-Fanagili 54’ Al-Attar 60’ Adam \| |           |                                           |        |                       |
|                                                                                                   |           |                                           |        |                       |
| marcatore sconosciuto                                                                             | Marcatori | 3’, 31’ El-Fanagili 54’ Al-Attar 60’ Adam |        |                       |

| Arbitro: | Griffiths |

|                                              |           |  |
| Tatušin 2’ Ivanov 26’, 71’ Simonjan 45’, 78’ | Marcatori |  |

|  | Cina | – | Filippine |  |

|  | India | – | Thailandia |  |

|  | Indonesia | – | Taiwan |  |

|  | Iran | – | Afghanistan |  |

|  | Jugoslavia | – | Romania |  |

|  | Stati Uniti | – | Messico |  |

|  | Ungheria | – | Germania Est |  |

### Ritorno
| Arbitro: | Bernardi |

|                                    |           |                               |
| Hardisty 12’, 62’ Lewis 77’ (rig.) | Marcatori | 28’, 32’ Nikolov 66’ Dimitrov |

| Phnom Penh 10 giugno 1956 ← andata                                            | Cambogia  | 3 – 4 referto         | Vietnam del Sud | Stadio Olimpico |
| \| \| \| \| \| marcatori sconosciuti \| Marcatori \| marcatori sconosciuti \| |           |                       |                 |                 |
|                                                                               |           |                       |                 |                 |
| marcatori sconosciuti                                                         | Marcatori | marcatori sconosciuti |                 |                 |

| Arbitro: | Tronked |

|                             |           |  |
| Sung N.W. 59’ Choi K.S. 65’ | Marcatori |  |

| Il Cairo 31 luglio 1956 ← andata                                                    | Egitto    | 5 – 2 referto referto 2 | Etiopia | Stadio principe Fārūq |
| \| \| \| \| \| Saleh Attia El-Far Al-Attar \| Marcatori \| marcatori sconosciuti \| |           |                         |         |                       |
|                                                                                     |           |                         |         |                       |
| Saleh Attia El-Far Al-Attar                                                         | Marcatori | marcatori sconosciuti   |         |                       |

| Arbitro: | Liverani |

|              |           |                       |
| Stelmach 64’ | Marcatori | 59’ Il'in 79’ Tatušin |

|  | Afghanistan | – | Iran |  |

|  | Filippine | – | Cina |  |

|  | Germania Est | – | Ungheria |  |

|  | Messico | – | Stati Uniti |  |

|  | Romania | – | Jugoslavia |  |

|  | Taiwan | – | Indonesia |  |

|  | Thailandia | – | India |  |

## Classifica marcatori
2 reti
- Georgi Nikolov[12]
- Mohamed Diab Al-Attar
- Rifaat El-Fanagili
- Sayed Saleh
- Bob Hardisty
- Valentin Ivanov
- Nikita Simonjan
- Boris Tatušin

1 rete
- Georgi Dimitrov
- Krum Janev
- Stefan Stefanov
- Choi Kwang-seok
- Sung Nak-woon
- Hassan Adam
- Rafaat Attia
- Sherif El-Far
- Isao Iwabuchi
- Masao Uchino
- Jim Lewis
- Nahum Stelmach
- Anatolij Il'in

Reti ignote
- 9:  Vietnam del Sud
- 5:  Cambogia
- 3:  Etiopia

## Squadre qualificate
Nota bene: nella tabella sottostante si tengono conto solo delle partecipazioni e dei piazzamenti ottenuti dalle nazionali olimpiche.
| Squadre                   | Confederazione | Partecipazioni precedenti alla fase finale | Ultima apparizione | Miglior risultato                       |
| ------------------------- | -------------- | ------------------------------------------ | ------------------ | --------------------------------------- |
| Australia                 | nessuna        | 0                                          | Esordiente         | -                                       |
| Bulgaria                  | UEFA           | 1                                          | Helsinki 1952      | Turno di qualificazione (Helsinki 1952) |
| Cina                      | nessuna        | 0                                          | Esordiente         | -                                       |
| Egitto                    | nessuna        | 1                                          | Helsinki 1952      | Ottavi di finale (Helsinki 1952)        |
| Giappone                  | AFC            | 0                                          | Esordiente         | -                                       |
| India                     | AFC            | 1                                          | Helsinki 1952      | Turno di qualificazione (Helsinki 1952) |
| Indonesia                 | AFC            | 0                                          | Esordiente         | -                                       |
| Jugoslavia                | UEFA           | 1                                          | Helsinki 1952      | Argento (Helsinki 1952)                 |
| Polonia                   | UEFA           | 1                                          | Helsinki 1952      | Ottavi di finale (Helsinki 1952)        |
| Squadra Unificata Tedesca | nessuna        | 1                                          | Helsinki 1952      | Quarto posto (Helsinki 1952)            |
| Stati Uniti               | NAFC           | 1                                          | Helsinki 1952      | Turno di qualificazione (Helsinki 1952) |
| Thailandia                | AFC            | 0                                          | Esordiente         | -                                       |
| Turchia                   | nessuna        | 1                                          | Helsinki 1952      | Quarti di finale (Helsinki 1952)        |
| Ungheria                  | UEFA           | 1                                          | Helsinki 1952      | Oro (Helsinki 1952)                     |
| Unione Sovietica          | UEFA           | 1                                          | Helsinki 1952      | Ottavi di finale (Helsinki 1952)        |
| Vietnam del Sud           | AFC            | 0                                          | Esordiente         | -                                       |